# Luisana Lopilato
Luisana Loreley Lopilato de la Torre (18. svibnja, 1987. – Buenos Aires, Argentina) argentinska je glumica i pjevačica. Najpoznatija je po ulozi Míe Colucci u argentinskoj telenoveli Rebelde Way.

## Biografija
Luisana je rođena u Buenos Airesu, u Argentini. Otac joj se zove Eduardo, a majka Beatriz Lopilato. Ima brata Daríja i sestru Danielu.
Karijeru je započela 1999. u telenoveli Tiny Angels, a poslije je bila i dječji model. 2002. izabrana je za ulogu Míe Colucci u popularnoj telenoveli Rebelde Way. Tada je zajdno s Camilom Bordonabom, Felipe Colombom and Benjamínom Rojasom osnovala band Erreway.

## Filmografija
- Plumíferos - Aventuras voladoras  kao Feifi (2010.)
- Alguien que me quiera kao Bianca Rivera (2010.)
- Dad for a Day  kao Julieta (2009.)
- TMZ on TV kao Luisana Lopilato (2009.)
- Atracción x4 kao Nina Lacalle (2008.)
- El capo  (2007.)
- Alma pirata kao Allegra Riganti (2006.)
- Casados con hijos kao Paola Argento (2005.)
- Teléfono descompuesto  (2005.)
- Los secretos de papá  kao Camila (2004.)
- Erreway: 4 caminos  kao Mía (2004.)
- Los pensionados kao Kathy/Martina (2004.)
- Rebelde Way kao Mía Colucci (2002. – 2003.)
- Chiquititas, la historia kao Luisana Maza (2001.)
- Chiquititas: Rincón de luz  kao Luisana Maza (2001.)
- Tiny Angels kao Luisana Maza (1999. – 2000.)